# Campionato mondiale femminile di pallamano 1993
Il campionato mondiale femminile di pallamano 1993 è stato l'undicesima edizione del massimo torneo di pallamano per squadre nazionali femminili, organizzato dalla International Handball Federation (IHF). Il torneo si è disputato dal 24 novembre al 3 dicembre 1993 in Norvegia in dodici impianti e le finali si sono disputate a Oslo. Vi hanno preso parte sedici rappresentative nazionali e la Cecoslovacchia ha partecipato come squadra unificata, sebbene la nazione si fosse divisa all'inizio dell'anno. Il torneo è stato vinto per la prima volta consecutiva dalla Germania, che in finale ha superato la Danimarca dopo i tempi supplementari.

## Formato
Le sedici nazionali partecipanti sono state suddivise in quattro gironi da quattro squadre ciascuno. Le prime tre classificate accedono al turno principale, nella quale le prime tre dei gironi A e B sono inserite nel girone E, mentre le prime tre dei gironi C e D sono inserite nel girone F. Nella seconda fase ogni squadra porta il risultato ottenuto contro le altre due squadre contro cui ha giocato nel turno preliminare e affronta le altre tre. Le prime classificare dei due gironi si affrontano nella finale per l'assegnazione del titolo, mentre le altre si affrontano in finali per l'assegnazione dei piazzamenti. Le squadre classificate al quarto posto nel turno preliminare si affrontano in un girone a quattro per definire i piazzamenti finali dal tredicesimo al sedicesimo posto.

## Impianti
Il torneo viene disputato in dodici sedi.

## Nazionali partecipanti
| Modalità                         | Posti | Qualificate                                       |
| -------------------------------- | ----- | ------------------------------------------------- |
| Nazionale del Paese ospitante    | 1     | Norvegia                                          |
| Campionato mondiale 1990         | 6     | Russia Germania Austria Romania Polonia Danimarca |
| Torneo di qualificazione europeo | 5     | Ungheria Cecoslovacchia Svezia Lituania Spagna    |
| Campionato asiatico 1993         | 2     | Corea del Sud Cina                                |
| Campionato africano 1992         | 1     | Angola                                            |
| Campionato panamericano 1991     | 1     | Stati Uniti                                       |

## Turno preliminare

### Girone A

#### Classifica
| Pos. | Squadra  | Pt | G | V | N | P | GF | GS | DR  |
| ---- | -------- | -- | - | - | - | - | -- | -- | --- |
| 1.   | Norvegia | 6  | 3 | 3 | 0 | 0 | 61 | 47 | +14 |
| 2.   | Ungheria | 3  | 3 | 1 | 1 | 1 | 62 | 56 | +6  |
| 3.   | Polonia  | 3  | 3 | 1 | 1 | 1 | 61 | 67 | -6  |
| 4.   | Spagna   | 0  | 3 | 0 | 0 | 3 | 48 | 62 | -14 |

#### Risultati
| Oslo 24 novembre 1993 | Polonia | 20 – 19 (9-10) | Spagna | Oslo Spektrum |

| Oslo 24 novembre 1993 | Norvegia | 18 – 15 (6-9) | Ungheria | Oslo Spektrum |

| Østre Toten 26 novembre 1993 | Ungheria | 25 – 25 (13-12) | Polonia | Totenhallen |

| Trondheim 26 novembre 1993 | Norvegia | 20 – 16 (12-6) | Spagna | Nidaröhallen |

| Bergen 27 novembre 1993 | Norvegia | 23 – 16 (12-8) | Polonia | Haukelandshallen |

| Trondheim 27 novembre 1993 | Ungheria | 22 – 13 (9-9) | Spagna | Nidaröhallen |

### Girone B

#### Classifica
| Pos. | Squadra       | Pt | G | V | N | P | GF | GS | DR  |
| ---- | ------------- | -- | - | - | - | - | -- | -- | --- |
| 1.   | Danimarca     | 6  | 3 | 3 | 0 | 0 | 78 | 69 | +9  |
| 2.   | Russia        | 4  | 3 | 2 | 0 | 1 | 75 | 68 | +7  |
| 3.   | Corea del Sud | 2  | 3 | 1 | 0 | 2 | 76 | 81 | -5  |
| 4.   | Lituania      | 0  | 3 | 0 | 0 | 3 | 66 | 77 | -11 |

#### Risultati
| Skien 24 novembre 1993 | Danimarca | 25 – 23 (13-12) | Lituania | Skienshallen |

| Trondheim 24 novembre 1993 | Russia | 28 – 25 (14-12) | Corea del Sud | Nidaröhallen |

| Drammen 26 novembre 1993 | Russia | 26 – 19 (13-11) | Lituania | Drammenshallen |

| Skien 26 novembre 1993 | Danimarca | 29 – 25 (15-13) | Corea del Sud | Skienshallen |

| Sandefjord 27 novembre 1993 | Corea del Sud | 26 – 24 (17-11) | Lituania | Runarhallen |

| 27 novembre 1993 | Danimarca | 24 – 21 (12-10) | Russia |  |

### Girone C

#### Classifica
| Pos. | Squadra  | Pt | G | V | N | P | GF | GS | DR  |
| ---- | -------- | -- | - | - | - | - | -- | -- | --- |
| 1.   | Svezia   | 4  | 3 | 2 | 0 | 1 | 61 | 53 | +8  |
| 2.   | Romania  | 4  | 3 | 2 | 0 | 1 | 67 | 57 | +10 |
| 3.   | Germania | 4  | 3 | 2 | 0 | 1 | 68 | 47 | +21 |
| 4.   | Angola   | 0  | 3 | 0 | 0 | 3 | 43 | 82 | -39 |

#### Risultati
| Fredrikstad 24 novembre 1993 | Romania | 26 – 16 (10-6) | Angola | Kongstenhallen |

| Fredrikstad 24 novembre 1993 | Germania | 17 – 15 (7-8) | Svezia | Kongstenhallen |

| Fredrikstad 26 novembre 1993 | Svezia | 20 – 17 (11-12) | Romania | Kongstenhallen |

| 26 novembre 1993 | Germania | 30 – 8 (17-3) | Angola |  |

| 27 novembre 1993 | Romania | 24 – 21 (11-9) | Germania |  |

| Eidsvoll 27 novembre 1993 | Svezia | 26 – 19 (14-8) | Angola | Letohallen |

### Girone D

#### Classifica
| Pos. | Squadra        | Pt | G | V | N | P | GF | GS | DR  |
| ---- | -------------- | -- | - | - | - | - | -- | -- | --- |
| 1.   | Cecoslovacchia | 6  | 3 | 3 | 0 | 0 | 65 | 53 | +12 |
| 2.   | Austria        | 4  | 3 | 2 | 0 | 1 | 63 | 48 | +15 |
| 3.   | Stati Uniti    | 2  | 3 | 1 | 0 | 2 | 58 | 76 | +18 |
| 4.   | Cina           | 0  | 3 | 0 | 0 | 3 | 67 | 76 | -9  |

#### Risultati
| Bergen 24 novembre 1993 | Stati Uniti | 27 – 26 (13-17) | Cina | Haukelandshallen |

| Bergen 24 novembre 1993 | Cecoslovacchia | 16 – 13 (7-6) | Austria | Haukelandshallen |

| Bergen 26 novembre 1993 | Austria | 27 – 11 (13-3) | Stati Uniti | Haukelandshallen |

| Bergen 26 novembre 1993 | Cecoslovacchia | 26 – 20 (13-10) | Cina | Haukelandshallen |

| Bergen 27 novembre 1993 | Austria | 23 – 21 (14-11) | Cina | Haukelandshallen |

| Trondheim 27 novembre 1993 | Cecoslovacchia | 23 – 20 (10-9) | Stati Uniti | Nidaröhallen |

## Turno principale

### Girone 1

#### Classifica
| Pos. | Squadra       | Pt | G | V | N | P | GF  | GS  | DR  |
| ---- | ------------- | -- | - | - | - | - | --- | --- | --- |
| 1.   | Danimarca     | 8  | 5 | 4 | 0 | 1 | 143 | 122 | +21 |
| 2.   | Norvegia      | 8  | 5 | 4 | 0 | 1 | 104 | 91  | +13 |
| 3.   | Russia        | 5  | 5 | 2 | 1 | 2 | 113 | 109 | +14 |
| 4.   | Ungheria      | 4  | 5 | 1 | 2 | 2 | 120 | 135 | -15 |
| 5.   | Polonia       | 3  | 5 | 1 | 1 | 3 | 117 | 136 | -19 |
| 6.   | Corea del Sud | 2  | 5 | 1 | 0 | 4 | 136 | 140 | -4  |

#### Risultati
| Bodø 30 novembre 1993 | Norvegia | 21 – 18 (8-11) | Corea del Sud | Nordlandshallen |

| Bodø 30 novembre 1993 | Russia | 24 – 24 (13-12) | Ungheria | Nordlandshallen |

| Sandefjord 30 novembre 1993 | Danimarca | 30 – 25 (17-13) | Polonia | Runarhallen |

| Trondheim 1º dicembre 1993 | Norvegia | 14 – 19 (8-9) | Russia | Nidaröhallen |

| Drammen 1º dicembre 1993 | Corea del Sud | 37 – 29 (18-14) | Polonia | Drammenshallen |

| Drammen 1º dicembre 1993 | Danimarca | 37 – 23 (21-11) | Ungheria | Drammenshallen |

| Oslo 3 dicembre 1993 | Norvegia | 28 – 23 (13-9) | Danimarca | Oslo Spektrum |

| Bodø 3 dicembre 1993 | Polonia | 22 – 21 (9-8) | Russia | Nordlandshallen |

| Østre Toten 3 dicembre 1993 | Ungheria | 33 – 31 (13-15) | Corea del Sud | Totenhallen |

### Girone 2

#### Classifica
| Pos. | Squadra        | Pt | G | V | N | P | GF  | GS  | DR  |
| ---- | -------------- | -- | - | - | - | - | --- | --- | --- |
| 1.   | Germania       | 8  | 5 | 4 | 0 | 1 | 109 | 82  | +27 |
| 2.   | Romania        | 6  | 5 | 3 | 0 | 2 | 111 | 93  | +18 |
| 3.   | Svezia         | 6  | 5 | 3 | 0 | 2 | 95  | 80  | +15 |
| 4.   | Austria        | 6  | 5 | 3 | 0 | 2 | 83  | 78  | +5  |
| 5.   | Cecoslovacchia | 4  | 5 | 2 | 0 | 3 | 99  | 99  | 0   |
| 6.   | Stati Uniti    | 0  | 5 | 0 | 0 | 5 | 69  | 134 | -65 |

#### Risultati
| Stavanger 30 novembre 1993 | Austria | 16 – 15 (9-9) | Romania | Stavanger Idrettshall |

| Stavanger 30 novembre 1993 | Svezia | 30 – 11 (17-3) | Stati Uniti | Stavanger Idrettshall |

| 30 novembre 1993 | Germania | 22 – 21 (13-10) | Cecoslovacchia |  |

| Stavanger 1º dicembre 1993 | Germania | 24 – 12 (13-5) | Stati Uniti | Stavanger Idrettshall |

| Stange 1º dicembre 1993 | Romania | 25 – 21 (10-11) | Cecoslovacchia | Stangehallen |

| Stavanger 1º dicembre 1993 | Austria | 17 – 11 (9-4) | Svezia | Stavanger Idrettshall |

| Stange 3 dicembre 1993 | Germania | 25 – 10 (9-4) | Austria | Stangehallen |

| Sandefjord 3 dicembre 1993 | Romania | 30 – 15 (17-5) | Stati Uniti | Runarhallen |

| Stange 3 dicembre 1993 | Svezia | 19 – 18 (10-8) | Cecoslovacchia | Stangehallen |

### Girone per il piazzamento 13º-16º posto

#### Classifica
| Pos. | Squadra  | Pt | G | V | N | P | GF | GS | DR  |
| ---- | -------- | -- | - | - | - | - | -- | -- | --- |
| 13.  | Lituania | 6  | 3 | 3 | 0 | 0 | 88 | 59 | +29 |
| 14.  | Cina     | 4  | 3 | 2 | 0 | 1 | 92 | 84 | +8  |
| 15.  | Spagna   | 2  | 3 | 1 | 0 | 2 | 64 | 79 | -15 |
| 16.  | Angola   | 0  | 3 | 0 | 0 | 3 | 60 | 82 | -22 |

#### Risultati
| Eidsvoll 30 novembre 1993 | Spagna | 21 – 15 (8-8) | Angola | Letohallen |

| Sandefjord 30 novembre 1993 | Lituania | 34 – 21 (18-9) | Cina | Runarhallen |

| Trondheim 1º dicembre 1993 | Lituania | 26 – 19 (12-9) | Angola | Nidaröhallen |

| Stange 1º dicembre 1993 | Cina | 36 – 24 (17-11) | Spagna | Stangehallen |

| Sandefjord 3 dicembre 1993 | Lituania | 28 – 19 (14-7) | Spagna | Runarhallen |

| Oslo 3 dicembre 1993 | Cina | 35 – 26 (17-15) | Angola | Oslo Spektrum |

## Fase finale

### Finale 11º posto
| Oslo 5 dicembre 1993 | Corea del Sud | 29 – 21 (16-9) | Stati Uniti | Oslo Spektrum |

### Finale 9º posto
| Oslo 5 dicembre 1993 | Cecoslovacchia | 22 – 17 (10-10) | Polonia | Oslo Spektrum |

### Finale 7º posto
| Oslo 5 dicembre 1993 | Ungheria | 16 – 9 (7-3) | Austria | Oslo Spektrum |

### Finale 5º posto
| Oslo 5 dicembre 1993 | Russia | 25 – 19 (13-12) | Svezia | Oslo Spektrum |

### Finale 3º posto
| Oslo 5 dicembre 1993 | Norvegia | 20 – 19 (11-9) | Romania | Oslo Spektrum |

### Finale
| Oslo 5 dicembre 1993 | Germania | 22 – 21 (d.t.s.) (8-8; 17-17) | Danimarca | Oslo Spektrum |

## Classifica finale
| Pos.    | Nazione        |
| ------- | -------------- |
| Oro     | Germania       |
| Argento | Danimarca      |
| Bronzo  | Norvegia       |
| 4       | Romania        |
| 5       | Russia         |
| 6       | Svezia         |
| 7       | Ungheria       |
| 8       | Austria        |
| 9       | Cecoslovacchia |
| 10      | Polonia        |
| 11      | Corea del Sud  |
| 12      | Stati Uniti    |
| 13      | Lituania       |
| 14      | Cina           |
| 15      | Spagna         |
| 16      | Angola         |

## Statistiche

### Classifica marcatrici
Fonte:.
| Pos. | Nome                   | Nazionale      | Reti |
| ---- | ---------------------- | -------------- | ---- |
| 1    | Hong Jeong-ho          | Corea del Sud  | 58   |
| 2    | Natal'ja Morskova      | Russia         | 50   |
| 3    | Zuzana Prekopová       | Cecoslovacchia | 44   |
| 4    | Mirella Mierzejewska   | Polonia        | 41   |
| 5    | Anja Andersen          | Danimarca      | 40   |
| 6    | Mia Hermansson-Högdahl | Svezia         | 39   |
| 6    | Mariana Tîrcă          | Romania        | 39   |
| 8    | Bianca Urbanke         | Germania       | 37   |
| 9    | Liliana Topea          | Austria        | 36   |
| 10   | Éva Erdős              | Ungheria       | 35   |